# 검색 광고
검색 기반 광고(search-based advertising)은 검색 서비스를 통해 광고주의 웹 사이트에 대한 연결 고리를 보여주는 방식의 광고이다. 검색 엔진 광고 서비스 등을 통해 이루어진다.

인터넷 검색 엔진회사를 통해 광고하는 방법. 인터넷 검색자가 원하는 정보에 손쉽게 접근할 수 있어 기업 입장에서는 자사 제품 또는 서비스에 관심 있는 가망 고객을 만날 수 있는 좋은 수단이다. 
광고 방법은 월 또는 시간 단위 등의 일정 계약기간을 기준으로 광고비용을 지불하는 정액제 광고(CPM/CPT) 와 검색자가 검색 결과중 광고링크나 배너 광고를 클릭한 횟수를 근거로 지불하는 종량제 광고(CPC/PPC) 방식이 있다. 검색 광고가 진화하면서 키워드를 통한 브랜딩과 검색 광고를 텔레비전 등 타 매체와 함께 진행하는 크로스 미디어 광고가 새로운 트렌드로 자리잡고 있으며, 좀 더 지능화된 기능을 추가해 광고 효과의 투자 수익률을 극대화하는 데 일조하고 있다. 

## 같이 보기
- 키워드 광고